# 2014 au Japon
Chronologie en Asie
2012 au Japon - 2013 au Japon - 2014 au Japon - 2015 au Japon - 2016 au Japon
2012 par pays en Asie - 2013 par pays en Asie - 2014 par pays en Asie - 2015 par pays en Asie - 2016 par pays en Asie

## Événements
- Juillet : typhon Neoguri
- 20 août : glissement de terrain d'Hiroshima.
- 27 septembre : éruption du mont Ontake.
- Octobre : le typhon Phanfone frappe l'archipel.
- 14 décembre : élections législatives remportées par le Parti libéral-démocrate (droite) du premier ministre Shinzo Abe.
- 24 décembre : formation du gouvernement Abe III.

## Décès en 2014
- 1er janvier - Higashifushimi Kunihide, 103 ans, moine bouddhiste et oncle de l'empereur Akihito. (° 16 mai 1910)